# شيفرون (شارة)

"أرجل شيفرون جول"

الشيفرون هي علامة على شكل حرف V وغالبًا ما تكون مقلوبة. عادة ما تستخدم الكلمة في إشارة إلى نوع من إفريز في الهندسة المعمارية، أو شارة أو شارات مستخدمة في العسكرية أو زي الشرطة الموحد للدلالة على رتبة أو طول مدة الخدمة، أو في الشعارات والتصاميم من الأعلام (انظر رموز علم الرايات).

## التاريخ القديم
يحدث الشيفرون في الأعمال الفنية المبكرة بما في ذلك تصاميم الفخار والمنحوتات الصخرية. يمكن العثور على أمثلة حوالي عام 1800 ق.م. في الاستعادة الأثرية لتصميمات الفخار من قصر كنوسوس في جزيرة كريت في دولة اليونان الحديثة. 
أسبرطة (Lacedaemonia ( Λακεδαιμονία )) تستخدم العاصمة لامدا ( Λ ) على دروعهم.